# O Rappa
Gli O Rappa sono stati un gruppo musicale brasiliano formatosi nel 1993 a Rio de Janeiro.
Scoperti e lanciati da Papa Winnie, il loro stile miscela diversi generi musicali come il rock, il reggae, l'hip hop, il funk e il samba.

## Formazione

### Membri attuali
- Marcelo Falcão - voce, chitarra (dal 1993)
- Alexandre Menezes "Xandão" - chitarra (dal 1993)
- Lauro Farias - basso, cori (dal 1996)
- Marcelo Lobato - tastiera, cori (dal 1993), batteria (2001-2008)

### Ex componenti
- Marcelo Yuka - batteria (1993-2001)
- Nelson Meirelles - basso (1993-1996)

## Discografia

### Album in studio
- 1994 – O Rappa
- 1996 – Rappa Mundi
- 1999 – Lado B Lado A
- 2003 – O silêncio q precede o esporro
- 2008 – 7 vezes
- 2013 – Nunca tem fim...

### Album dal vivo
- 2001 – Instinto Coletivo ao vivo
- 2005 – Acústico MTV